# Kfz-Kennzeichen (Irland)

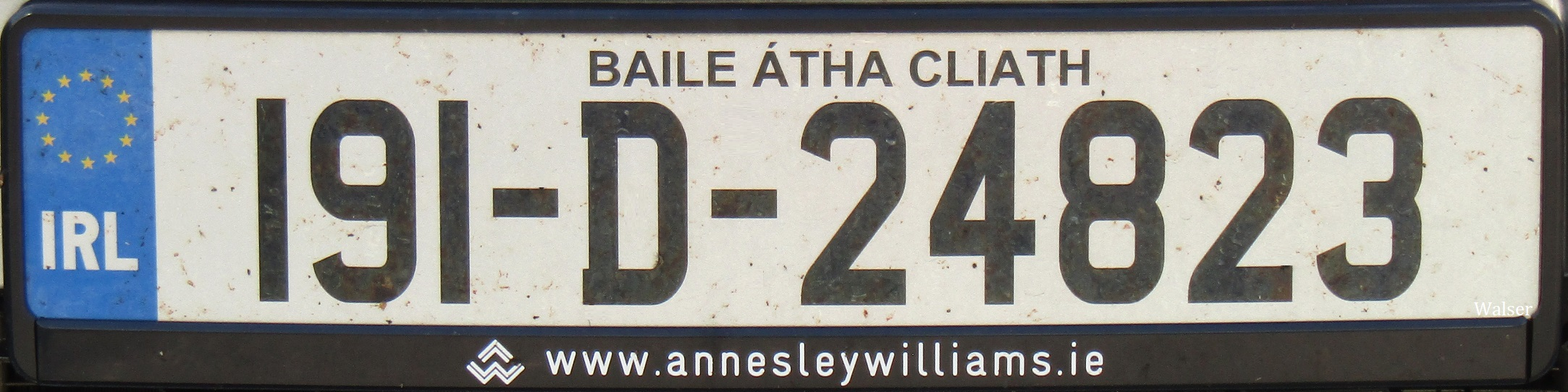
Aktuelles Kennzeichen von 2019, D = Dublin

Nummernschild eines 1992 in County Wexford zugelassenen Fahrzeugs

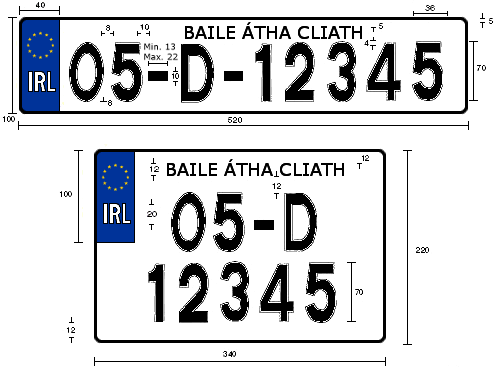
Kennzeichen-Spezifikationen Irland

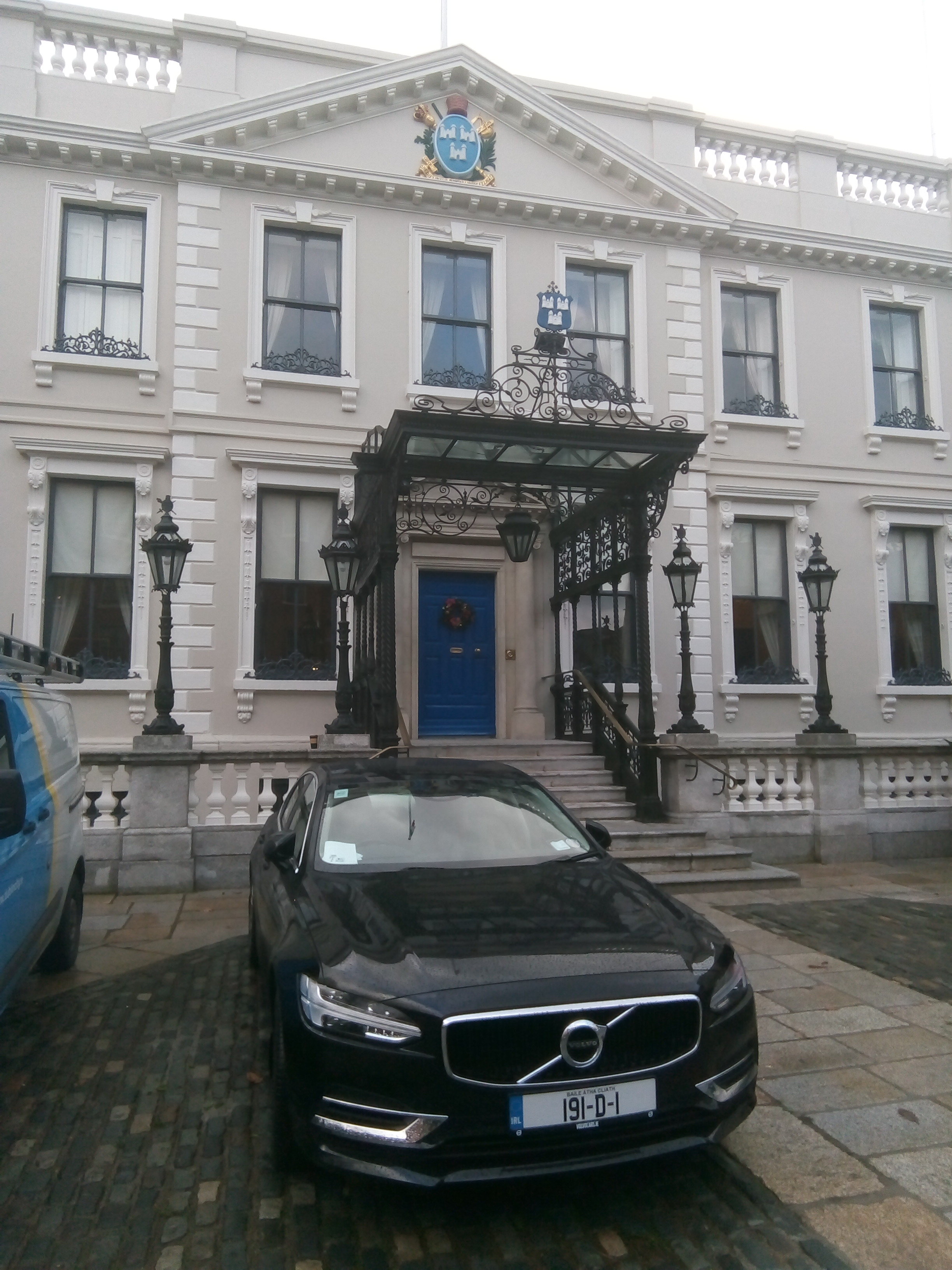
Fahrzeug des Lord Mayor of Dublin mit 191-D-1

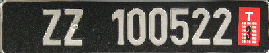
Temporäres Kennzeichen

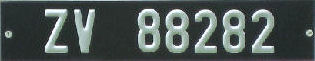
Kennzeichen für importierte Fahrzeuge, die älter als 30 Jahre sind

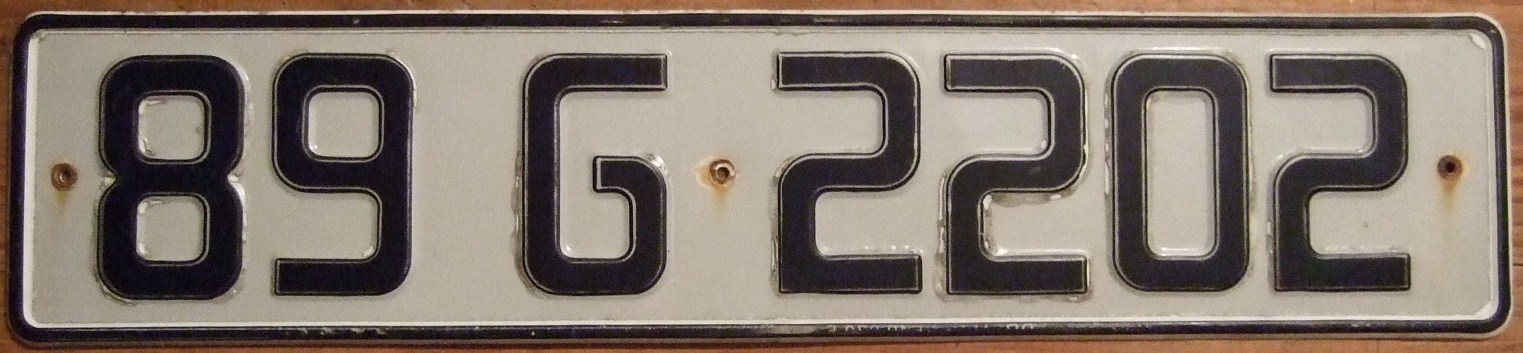
Kennzeichen von 1987 bis 1991

Hinteres Kennzeichen von 1969 bis 1987

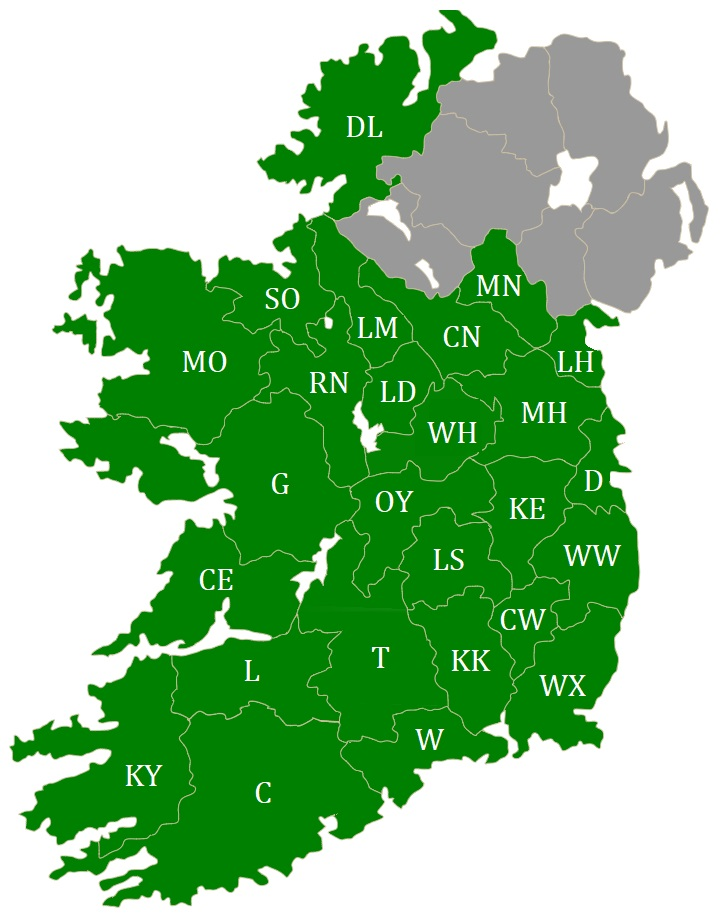
Geografische Verteilung der Kürzel

Irische Auto-Kennzeichen, im aktuellen Format, beginnen seit 1987 mit der zwei- oder dreistelligen Jahreszahl des Erstzulassungsdatums des Kraftfahrzeugs (z. B. 03 für 2003). 2013 wurde erstmals ein dreistelliges Jahrespräfix nach dem Muster 131 = Januar bis Juni und 132 = Juli bis Dezember eingeführt, um die Unglückszahl 13 auf den Schildern zu vermeiden. Darauf folgt die Kennung der Stadt oder des Countys (z. B. G für Galway), dann eine Nummer entsprechend  der Reihenfolge der Kennzeichenvergabe. Am oberen Rand des Kennzeichens steht in der Regel der irische Name des Countys. Die Kennzeichen sind seit 1991 als Euro-Kennzeichen gestaltet und haben schwarze Schrift auf weißem Hintergrund. Die Kennzeichen sind fahrzeuggebunden. Wird ein Fahrzeug in ein anderes County verkauft oder zieht der Halter um, so behält es sein Kennzeichen.
Manche Fahrzeuge haben noch Kennzeichen nach dem alten System des Vereinigten Königreichs von 1903, von dem bestimmte Herkunftscodes (index marks) für Irland (vgl. Codes für Nordirland) reserviert waren. Diese Kennzeichen bestehen aus weißen Zeichen auf schwarzem Grund, ab 1969 für reflektierende Schilder schwarze Zeichen auf weißem Grund (vorne) oder rotem Grund (hinten).
Die Kennzeichen hatten das folgende Schema: CC NNN oder XCC NNN, ab 1969 auch NNN CC oder NNN XCC, wobei CC den Herkunftscode, N eine Ziffer und X einen beliebigen Buchstaben bezeichnet. Mindestens einer der beiden Buchstaben des Herkunftscodes war ein I oder ein Z. Die alten Codes sind mit dem Jahr ihres ersten Auftretens angegeben. Dabei werden Gruppen zusätzlicher Buchstaben als regulärer Ausdruck angegeben. Für vorübergehende Zulassungen von für den Export vorgesehenen Fahrzeugen werden Kennzeichen erteilt, die aus den Buchstaben ZZ, normalerweise gefolgt von einer fünfstelligen Zahl, bestehen.
Für Fahrzeuge, die dreißig Jahre oder älter sind, bzw. Importfahrzeuge, die aus der Zeit vor 1987 stammen, können auf Antrag Kennzeichen erteilt werden, die vom aktuellen System abweichen. Diese Kennzeichen bestehen aus den Buchstaben ZV gefolgt von einer drei- bis fünfstelligen Nummer. Der Nummernbereich gibt Auskunft über die zuständige Zulassungsbehörde und ist in der Tabelle unten angegeben. Wird eine ZV-Zulassung nicht beantragt, bekommt das Fahrzeug ein Kennzeichen nach dem aktuellen Schema, etwa 52-D-12 für ein Fahrzeug aus dem Jahr 1952, das in Dublin zugelassen wird.
Vergleichsweise ungewöhnlich ist die Tatsache, dass Fahrzeughalter auch Kennzeichen mit individuellen Schriftarten anbringen können, weil das irische Verkehrsministerium keine bestimmte Schriftart festgelegt hat. Die Nutzung von nicht zulässigen Farben oder schlecht lesbaren Schriftarten wurde inzwischen gesetzlich geregelt.
Die Bürgermeister der Städte Dublin, Cork, Limerick und Waterford haben das Privileg, die Nummer 1 auf dem Kennzeichen zu tragen. Der Dubliner Bürgermeister hat also z. B. das Kfz-Kennzeichen 191-D-1.
| Countykennung | Countyname                                    | ZV Nummernblock        | alter Herkunftscode                                    | eingeführt |
| ------------- | --------------------------------------------- | ---------------------- | ------------------------------------------------------ | ---------- |
| C             | Corcaigh/Cork                                 | 701–1200 (außer 1000)  | IF, PI, ZF                                             | 1904       |
| C             | Corcaigh/Cork                                 | 701–1200 (außer 1000)  | ZB                                                     | 1935       |
| C             | Corcaigh/Cork                                 | 701–1200 (außer 1000)  | ZK                                                     | 1949       |
| C             | Corcaigh/Cork                                 | 701–1200 (außer 1000)  | ZT                                                     | 1953       |
| C             | Corcaigh/Cork                                 | 701–1200 (außer 1000)  | [A-P, R-Z]IF                                           | 1955       |
| C             | Corcaigh/Cork                                 | 701–1200 (außer 1000)  | [A-J]PI                                                | 1958       |
| C             | Corcaigh/Cork                                 | 701–1200 (außer 1000)  | [A-P, R-Y]ZB                                           | 1961       |
| C             | Corcaigh/Cork                                 | 701–1200 (außer 1000)  | [K-P, R-Z]PI                                           | 1964       |
| C             | Corcaigh/Cork                                 | 701–1200 (außer 1000)  | [A-P, R-Y]ZK                                           | 1965       |
| C             | Corcaigh/Cork                                 | 701–1200 (außer 1000)  | [A-L]ZF                                                | 1968       |
| C             | Corcaigh/Cork                                 | 701–1200 (außer 1000)  | [A-P, R-Y]ZT, [M-P, R-Y]ZF                             | 1970       |
| CE            | An Clár/Clare                                 | 501–700                | IE                                                     | 1904       |
| CE            | An Clár/Clare                                 | 501–700                | [A-J]IE                                                | 1959       |
| CE            | An Clár/Clare                                 | 501–700                | [K-P, R-Z]IE                                           | 1965       |
| CN            | An Cabhán/Cavan                               | 301–500                | ID                                                     | 1904       |
| CN            | An Cabhán/Cavan                               | 301–500                | [A-H, J]ID                                             | 1958       |
| CN            | An Cabhán/Cavan                               | 301–500                | [I, K-P, R-Z]ID                                        | 1965       |
| CW            | Ceatharlach/Carlow                            | 101–300                | IC                                                     | 1904       |
| CW            | Ceatharlach/Carlow                            | 101–300                | [A-L]IC                                                | 1964       |
| CW            | Ceatharlach/Carlow                            | 101–300                | [M-P, R-Z]IC                                           | 1970       |
| D             | Baile Átha Cliath/Dublin                      | 5801–6800 (außer 6000) | IK, RI                                                 | 1904       |
| D             | Baile Átha Cliath/Dublin                      | 5801–6800 (außer 6000) | YI                                                     | 1921       |
| D             | Baile Átha Cliath/Dublin                      | 5801–6800 (außer 6000) | ZI                                                     | 1926       |
| D             | Baile Átha Cliath/Dublin                      | 5801–6800 (außer 6000) | Z                                                      | 1927       |
| D             | Baile Átha Cliath/Dublin                      | 5801–6800 (außer 6000) | ZA                                                     | 1932       |
| D             | Baile Átha Cliath/Dublin                      | 5801–6800 (außer 6000) | ZC                                                     | 1937       |
| D             | Baile Átha Cliath/Dublin                      | 5801–6800 (außer 6000) | ZD                                                     | 1939       |
| D             | Baile Átha Cliath/Dublin                      | 5801–6800 (außer 6000) | ZH                                                     | 1947       |
| D             | Baile Átha Cliath/Dublin                      | 5801–6800 (außer 6000) | ZJ                                                     | 1948       |
| D             | Baile Átha Cliath/Dublin                      | 5801–6800 (außer 6000) | ZL                                                     | 1950       |
| D             | Baile Átha Cliath/Dublin                      | 5801–6800 (außer 6000) | ZO                                                     | 1951       |
| D             | Baile Átha Cliath/Dublin                      | 5801–6800 (außer 6000) | ZU                                                     | 1953       |
| D             | Baile Átha Cliath/Dublin                      | 5801–6800 (außer 6000) | [A-F, H, J-P, R, T, U, W-Y]RI                          | 1954       |
| D             | Baile Átha Cliath/Dublin                      | 5801–6800 (außer 6000) | [A-F, H-P, R, T, U, W-Z]IK                             | 1955       |
| D             | Baile Átha Cliath/Dublin                      | 5801–6800 (außer 6000) | [A-P, R-Y]YI                                           | 1957       |
| D             | Baile Átha Cliath/Dublin                      | 5801–6800 (außer 6000) | ZE                                                     | 1958       |
| D             | Baile Átha Cliath/Dublin                      | 5801–6800 (außer 6000) | [A-P, R-Y]ZA                                           | 1959       |
| D             | Baile Átha Cliath/Dublin                      | 5801–6800 (außer 6000) | [A-P, R-Y]ZC                                           | 1960       |
| D             | Baile Átha Cliath/Dublin                      | 5801–6800 (außer 6000) | [A-P, R-Y]ZD                                           | 1961       |
| D             | Baile Átha Cliath/Dublin                      | 5801–6800 (außer 6000) | [A-P, R-Y]ZE                                           | 1963       |
| D             | Baile Átha Cliath/Dublin                      | 5801–6800 (außer 6000) | [A-P, R-Y]ZH                                           | 1964       |
| D             | Baile Átha Cliath/Dublin                      | 5801–6800 (außer 6000) | [A-P, R-Y]ZI, [A-P, R-Y]ZJ                             | 1965       |
| D             | Baile Átha Cliath/Dublin                      | 5801–6800 (außer 6000) | [A-P, R-Y]ZL, [A-P, R-Y]ZO                             | 1967       |
| D             | Baile Átha Cliath/Dublin                      | 5801–6800 (außer 6000) | [A-P, R-Y]ZU                                           | 1968       |
| D             | Baile Átha Cliath/Dublin                      | 5801–6800 (außer 6000) | [A-P, R-Z]SI, [A-P, R-Y]ZG, [A-P, R-Y]ZS, [A-P, R-Y]ZV | 1981       |
| D             | Baile Átha Cliath/Dublin                      | 5801–6800 (außer 6000) | ZZP                                                    | 1982       |
| D             | Baile Átha Cliath/Dublin                      | 5801–6800 (außer 6000) | SI, ZG, ZS, ZV                                         | 1986       |
| DL            | Dún na nGall/Donegal                          | 1201–1400              | IH                                                     | 1904       |
| DL            | Dún na nGall/Donegal                          | 1201–1400              | ZP                                                     | 1951       |
| DL            | Dún na nGall/Donegal                          | 1201–1400              | [A-N]IH                                                | 1961       |
| DL            | Dún na nGall/Donegal                          | 1201–1400              | [O, P, R-Z]IH, [A-P, R-Y]ZP                            | 1970       |
| G             | Gaillimh/Galway                               | 1401–1700              | IM                                                     | 1904       |
| G             | Gaillimh/Galway                               | 1401–1700              | ZM                                                     | 1950       |
| G             | Gaillimh/Galway                               | 1401–1700              | [A-J]IM                                                | 1959       |
| G             | Gaillimh/Galway                               | 1401–1700              | [K-P, R-Z]IM                                           | 1965       |
| G             | Gaillimh/Galway                               | 1401–1700              | [A-P, R-Y]ZM                                           | 1970       |
| KE            | Cill Dara/Kildare                             | 2001–2200              | IO                                                     | 1904       |
| KE            | Cill Dara/Kildare                             | 2001–2200              | ZW                                                     | 1953       |
| KE            | Cill Dara/Kildare                             | 2001–2200              | [A-H, J-N]IO                                           | 1961       |
| KE            | Cill Dara/Kildare                             | 2001–2200              | [P, R-Z]IO, [A-P, R-Y]ZW                               | 1970       |
| KK            | Cill Cheannaigh/Kilkenny                      | 2201–2400              | IP                                                     | 1904       |
| KK            | Cill Cheannaigh/Kilkenny                      | 2201–2400              | [A-F, H-J, L]IP                                        | 1954       |
| KK            | Cill Cheannaigh/Kilkenny                      | 2201–2400              | [M-P, R-Z]IP                                           | 1965       |
| KY            | Ciarraí/Kerry                                 | 1701–1900              | IN                                                     | 1904       |
| KY            | Ciarraí/Kerry                                 | 1701–1900              | ZX                                                     | 1953       |
| KY            | Ciarraí/Kerry                                 | 1701–1900              | [A-N]IN                                                | 1961       |
| KY            | Ciarraí/Kerry                                 | 1701–1900              | [O, P, R-Z]IN                                          | 1968       |
| KY            | Ciarraí/Kerry                                 | 1701–1900              | [A-P, R-Y]ZX                                           | 1970       |
| L             | Luimneach/Limerick (City)                     | 6801–6999              | TI                                                     | 1904       |
| L             | Luimneach/Limerick (City)                     | 6801–6999              | [A-J]TI                                                | 1959       |
| L             | Luimneach/Limerick (City)                     | 6801–6999              | [K-P, R-Z]TI                                           | 1968       |
| LD            | An Longfort/Longford                          | 3001–3200              | IX                                                     | 1904       |
| LD            | An Longfort/Longford                          | 3001–3200              | [A-P, R-Z]IX                                           | 1970       |
| LH            | An Lú/Louth                                   | 3201–3400              | IY                                                     | 1904       |
| LH            | An Lú/Louth                                   | 3201–3400              | ZY                                                     | 1954       |
| LH            | An Lú/Louth                                   | 3201–3400              | [A-L]IY                                                | 1964       |
| LH            | An Lú/Louth                                   | 3201–3400              | [M-P, R-Z]IY, [A-P, R-Y]ZY                             | 1970       |
| LK            | Luimneach/Limerick (Grafschaft)               | 2801–2999              | IU                                                     | 1904       |
| LK            | Luimneach/Limerick (Grafschaft)               | 2801–2999              | [A-F, H-K]IU                                           | 1954       |
| LK            | Luimneach/Limerick (Grafschaft)               | 2801–2999              | [L-P, R-Z]IU                                           | 1961       |
| LK            | Luimneach/Limerick (Grafschaft)               | 2801–2999              | [A-L, N-P, R-Z]IV                                      | 1981       |
| LK            | Luimneach/Limerick (Grafschaft)               | 2801–2999              | IV                                                     | 1982       |
| LM            | Liatroim/Leitrim                              | 2601–2800              | IT                                                     | 1904       |
| LM            | Liatroim/Leitrim                              | 2601–2800              | [A-P, R-Z]IT                                           | 1970       |
| LS            | Laois                                         | 2401–2600              | CI                                                     | 1904       |
| LS            | Laois                                         | 2401–2600              | [A-J]CI                                                | 1960       |
| LS            | Laois                                         | 2401–2600              | [K-P, R-Z]CI                                           | 1970       |
| MH            | An Mhí/Meath                                  | 3601–3800              | AI                                                     | 1904       |
| MH            | An Mhí/Meath                                  | 3601–3800              | ZN                                                     | 1951       |
| MH            | An Mhí/Meath                                  | 3601–3800              | [A-N]AI                                                | 1962       |
| MH            | An Mhí/Meath                                  | 3601–3800              | [O, P, R-Z]AI, [A, P, R-Y]ZN                           | 1970       |
| MN            | Muineachán/Monaghan                           | 3801–3999              | BI                                                     | 1904       |
| MN            | Muineachán/Monaghan                           | 3801–3999              | [A-J]BI                                                | 1960       |
| MN            | Muineachán/Monaghan                           | 3801–3999              | [K-P, R-Z]BI                                           | 1970       |
| MO            | Maigh Eo/Mayo                                 | 3401–3600              | IZ                                                     | 1904       |
| MO            | Maigh Eo/Mayo                                 | 3401–3600              | [A-F, H-K]IZ                                           | 1954       |
| MO            | Maigh Eo/Mayo                                 | 3401–3600              | [L-P, R-Z]IZ                                           | 1961       |
| MO            | Maigh Eo/Mayo                                 | 3401–3600              | [A-H, J-O, R-X, Z]IS                                   | 1981       |
| MO            | Maigh Eo/Mayo                                 | 3401–3600              | IS                                                     | 1983       |
| OY            | Uíbh Fhailí/Offaly                            | 4001–4200              | IR                                                     | 1904       |
| OY            | Uíbh Fhailí/Offaly                            | 4001–4200              | [A-J]IR                                                | 1960       |
| OY            | Uíbh Fhailí/Offaly                            | 4001–4200              | [K-P, R-Z]IR                                           | 1970       |
| RN            | Ros Comáin/Roscommon                          | 4201–4400              | DI                                                     | 1904       |
| RN            | Ros Comáin/Roscommon                          | 4201–4400              | [A-L]DI                                                | 1961       |
| RN            | Ros Comáin/Roscommon                          | 4201–4400              | [M-P, R-Z]DI                                           | 1970       |
| SO            | Sligeach/Sligo                                | 4401–4600              | EI                                                     | 1904       |
| SO            | Sligeach/Sligo                                | 4401–4600              | [A-J]EI                                                | 1959       |
| SO            | Sligeach/Sligo                                | 4401–4600              | [K-P, R-Z]EI                                           | 1970       |
| TN            | Tiobraid Árann Thuaidh/Tipperary North Riding | 4601–4800              | FI                                                     | 1904       |
| TN            | Tiobraid Árann Thuaidh/Tipperary North Riding | 4601–4800              | [A-J]FI                                                | 1956       |
| TN            | Tiobraid Árann Thuaidh/Tipperary North Riding | 4601–4800              | [K-P, R-Y]FI                                           | 1967       |
| TS            | Tiobraid Árann Theas/Tipperary South Riding   | 4801–4999              | HI                                                     | 1904       |
| TS            | Tiobraid Árann Theas/Tipperary South Riding   | 4801–4999              | [A-F, H, J-L]HI                                        | 1954       |
| TS            | Tiobraid Árann Theas/Tipperary South Riding   | 4801–4999              | [M-P, R-Z]HI                                           | 1961       |
| TS            | Tiobraid Árann Theas/Tipperary South Riding   | 4801–4999              | [A-P, R-Z]GI                                           | 1981       |
| TS            | Tiobraid Árann Theas/Tipperary South Riding   | 4801–4999              | GI                                                     | 1985       |
| W             | Port Láirge/Waterford (City)                  | 7001–7200              | WI                                                     | 1904       |
| W             | Port Láirge/Waterford (City)                  | 7001–7200              | [A-J]WI                                                | 1965       |
| W             | Port Láirge/Waterford (City)                  | 7001–7200              | [K-P, R-Z]WI                                           | 1970       |
| WD            | Port Láirge/Waterford (Grafschaft)            | 5001–5200              | KI                                                     | 1904       |
| WD            | Port Láirge/Waterford (Grafschaft)            | 5001–5200              | [A-J]KI                                                | 1960       |
| WD            | Port Láirge/Waterford (Grafschaft)            | 5001–5200              | [K-P, R-Z]KI                                           | 1970       |
| WH            | An Iarmhí/Westmeath                           | 5201–5400              | LI                                                     | 1904       |
| WH            | An Iarmhí/Westmeath                           | 5201–5400              | [A-J]LI                                                | 1959       |
| WH            | An Iarmhí/Westmeath                           | 5201–5400              | [K-P, R-Z]LI                                           | 1968       |
| WW            | Cill Mhantáin/Wicklow                         | 5601–5800              | NI                                                     | 1904       |
| WW            | Cill Mhantáin/Wicklow                         | 5601–5800              | [A-J]NI                                                | 1956       |
| WW            | Cill Mhantáin/Wicklow                         | 5601–5800              | [K-P, R-Z]NI                                           | 1965       |
| WX            | Loch Garman/Wexford                           | 5401–5600              | MI                                                     | 1904       |
| WX            | Loch Garman/Wexford                           | 5401–5600              | ZR                                                     | 1951       |
| WX            | Loch Garman/Wexford                           | 5401–5600              | [A-P, R-Y]MI                                           | 1960       |
| WX            | Loch Garman/Wexford                           | 5401–5600              | [A-P, R-Y]ZR                                           | 1970       |